# Phyllanthus anderssonii
Phyllanthus anderssonii är en emblikaväxtart som beskrevs av Johannes Müller Argoviensis. Phyllanthus anderssonii ingår i släktet Phyllanthus och familjen emblikaväxter. Inga underarter finns listade i Catalogue of Life.